# Adèle Kindt
Marie Adélaïde Kindt conhecida como Adèle Kindt, nascida em 19 de dezembro de 1799 em Bruxelas e falecida em 8 de maio de 1893 na mesma cidade, foi uma pintora belga.